# Lichnofugia cornuta
Lichnofugia cornuta är en insektsart som beskrevs av Sigfrid Ingrisch 1998. Lichnofugia cornuta ingår i släktet Lichnofugia och familjen vårtbitare. Inga underarter finns listade i Catalogue of Life.